# Фонтан, Мануэль
Мануэль Фонтан (исп. Manuel Fontán Señorans; 14 апреля 2001) — испанский гребец на каноэ, двукратный чемпион мира, призёр чемпионатов мира и Европы.

## Карьера
На мира Европы 2022 года в Галифаксе завоевал золото в составе испанской каноэ-четвёрки на дистанции 500 метров.
В Дуйсбурге, на чемпионате мира 2023 года, стал двукратным чемпионом мира, выиграв в составе испанской каноэ-четвёрки золотую медаль.
На Чемпионате Европы, в июне 2024 года, в Сегеде, стал бронзовым призёром в каноэ-двойках на дистанции 200 метров.
В Самарканде, на чемпионате мира 2024 года, который состоялся сразу же после Олимпийских игр, Мануэль в смешанных каноэ-четвёрках в составе испанского коллектива на дистанции 500 метров завоевал бронзовую медаль.